# Kiskemlék vára
Kiskemlék (horvátul: Utvrda Mali Kalnik) egy várrom Horvátországban, a Gornja Rijekához tartozó Deklešanec település határában.

## Fekvése
Deklešanectől északkeletre, a Kemléki-hegység egyik 420 méteres magaslatán található.

## Története
A vár pontos építési ideje nem ismert. Birtokosai bár többször változtak általában megegyeztek a közeli Nagykemlék várának birtokosaival. Első ismert birtokosa 1240-ben egy Maladurics nevű nemes volt, aki a tatárjárás idején állítólag szembeszegült IV. Béla királlyal, ezért a tatárok kivonulása után a várat elvette tőle és Nagykemlék akkori birtokosainak Bebek Fülöpnek és Detriknek adományozta. Néhány évvel később a vár már a moraveci nemesi vármegye ispánjának a fiai, Ábrahám és Miklós tulajdonában volt, amit IV. Béla, 1250-ben meg is erősített. A 14. század elején már mindkét várat Kazotics Ágoston zágrábi püspök kezén találjuk, majd Kurács Tamás és Mevladov Péter nemeseket említik tulajdonosokként. A század közepén Szécsi Miklós horvát-szlavón-dalmát bán birtoka volt. 1481-ben mindkét várat Koszich Vladiszláv kapta meg Mátyás királytól, majd miután Nagykemlék Alapi Gáspár kezére került, Kiskemlék Balsai Péter tulajdonában maradt. Balsai Miklós 1556-ban Kiskemléket és birtokait a gornjarijekai Geszthy Ivánnak adta el. 1581-ben Orehóczy Ferenc zálogbirtoka, majd 1591-től tulajdona lett. Ezzel mindkét Kemlék újra egy kézben egyesült. Az Orehóczyak a 17. század közepéig voltak a birtokosai, amikor a közeli Gornja Rijekán kastélyt kezdtek építeni, a várat pedig elhagyták.
A várhoz egy legenda is fűződik, mely szerint Zsigmond király felesége Cillei Borbála gyakran tartózkodott Nagykemlék és Kiskemlék váraiban. Férje állandóan háborúzott, hogy megszerezze a német-római császári koronát. A legenda szerint miközben a király háborúzott a királyné beleszeretett a kemléki várkapitányba Neuhäusel Zsigmondba. Amikor a király rájött, hogy felesége megcsalja a szeretőt megölette, a királynét pedig a csehország Melnik várába záratta, ahol egy idő után meghalt. Ezért Kiskemléket a királyné után Pusta Barbarának is nevezik. Állítólag egykor a vár alatt állt egy Szent Borbála kápolna is, melyet azonban lebontottak. A legenda a "fekete királynőről", egy fekete gonosz nőről, majdnem hét évszázad után is mélyen gyökerezik a környék néphagyományában.

## A vár mai állapota
Kiskemlék várának romjai a falu felett egy nehezen megközelíthető, szakadékszerűen meredek oldalú hegygerinc északi végében találhatók. A kis alapterületű vár szabálytalan félkörív alaprajzú volt egy négyzetes lakótoronnyal. A vár legépebben maradt része az egykori kaputorony volt, mely mára a járószintig leomlott. Az 1920-as években a hozzá csatlakozó lakóépülettel együtt még teljes magasságban állt. Az egykori épületekre, noha a vár kétszintes lehetett csak kisebb falmaradványok utalnak. A sziklagerinc déli végén egy természetes árok húzódik, melyet fallal is megerősítettek.